# ماريو زاتللي
ماريو زاتللي (بالفرنسية: Mario Zatelli)‏ (مواليد 21 ديسمبر 1912) هو لاعب كرة قدم. يلعب مع منتخب فرنسا لكرة القدم. سبق له أن لعب في كأس العالم لكرة القدم مع منتخب بلاده.

## روابط خارجية
- ماريو زاتللي على موقع الاتحاد الدولي (مؤرشف)  (الإنجليزية)
- ماريو زاتللي على موقع قاعدة بيانات كرة القدم.إي يو (الإنجليزية)
- ماريو زاتللي على موقع ناشيونال فوتبول تيمز (الإنجليزية)
- ماريو زاتللي على موقع Soccerway.com (الإنجليزية)
- ماريو زاتللي على موقع عالم كرة القدم.نت (الإنجليزية)